# Gaillard (Haute-Savoie)
Gaillard is een gemeente in het Franse departement Haute-Savoie (regio Auvergne-Rhône-Alpes). Gaillard telde op 1 januari 2022 11.054 inwoners. De plaats maakt deel uit van het arrondissement Saint-Julien-en-Genevois.

## Geschiedenis
Chastel-Gaillard, een burcht en een versterkte plaats, is ontstaan in de dertiende eeuw en was een bezit van de graven van Genève. In de vijftiende eeuw werd het een bezit van de hertogen van Savoye. 
Tijdens het ancien régime behoorde Gaillard tot de gemeente Chêne-Thônex. Toen Thônex in 1817 bij Zwitserland werd gevoegd, werd uit de delen die toekwamen aan het koninkrijk Sardinië de gemeente Ambilly-Gaillard  gevormd. In 1843 werd die gemeente opgesplitst en ontstonden de gemeenten Ambilly en Gaillard. Naast de stad Gaillard omvatte de nieuwe gemeente ook de gehuchten Mouillesulaz, Valard en Vernaz. Na 1860 werd Gaillard met de rest van Savoye Frans. In 1900 was Gaillard nog een landelijke gemeente. In de negentiende eeuw had Gaillard een regionaal belangrijke veemarkt.

## Geografie
De oppervlakte van Gaillard bedroeg op 1 januari 2022 4,02 vierkante kilometer; de bevolkingsdichtheid was toen 2.749,8 inwoners per km². 
Gaillard grenst aan Zwitserland. De bebouwing bevindt zich grotendeels op de hoger gelegen gedeelten van de gemeente. Het dal van de Arve in het zuiden bestaat voornamelijk uit landbouwgrond.
De onderstaande kaart toont de ligging van Gaillard met de belangrijkste infrastructuur en aangrenzende gemeenten.

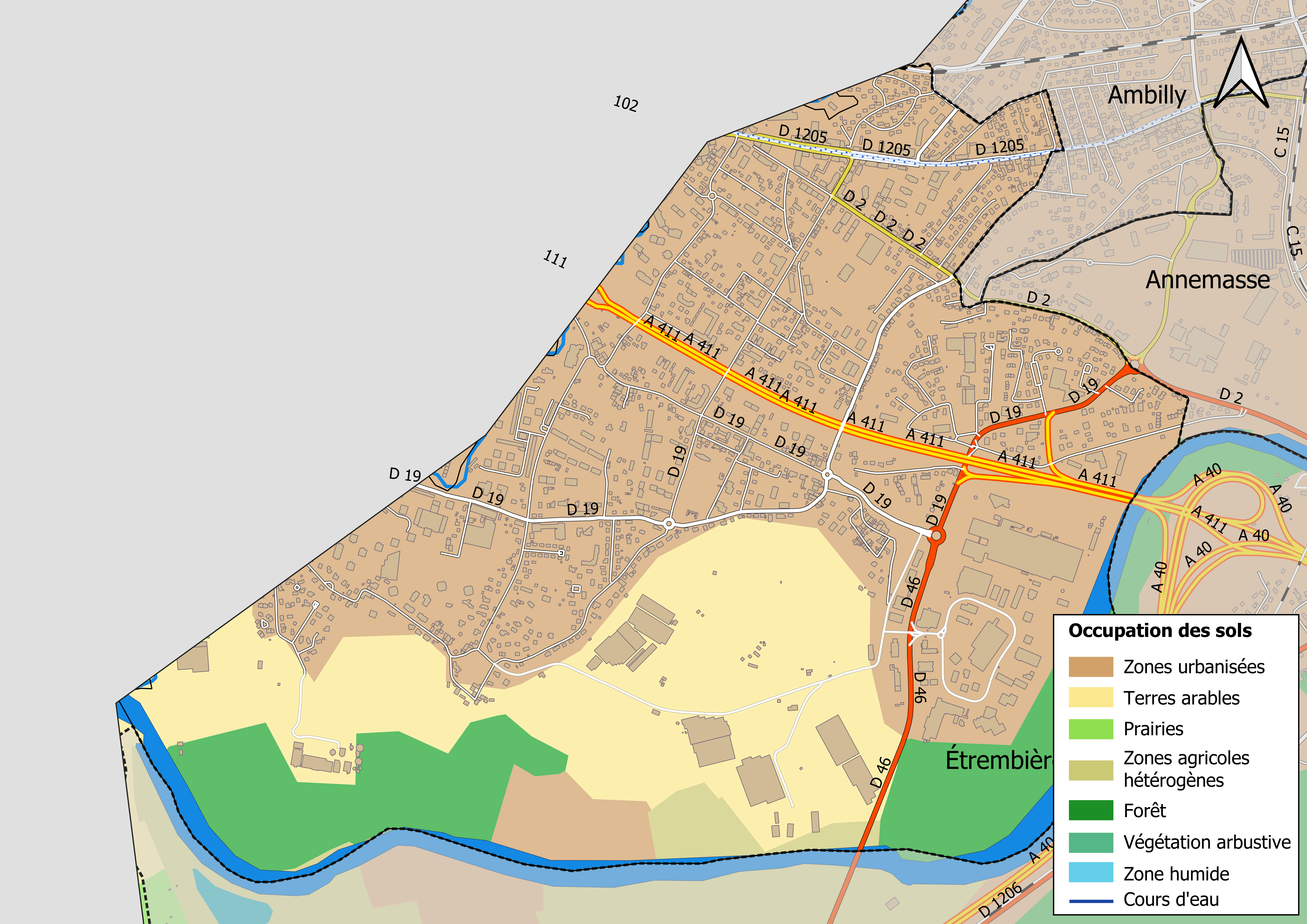

## Demografie
In 1896 telde de gemeente 1.239 inwoners. Onderstaande figuur toont het verloop van het inwonertal (bron: INSEE-tellingen).

## Sport
Gaillard was twee keer etappeplaats in wielerkoers Ronde van Frankrijk. In 1973 won er de Spanjaard Luis Ocaña en een jaar later ging de ritzege naar de Belg Eddy Merckx.